# Episodi de Il magnifico King (seconda stagione)
La seconda stagione della serie televisiva Il magnifico King (National Velvet) è andata in onda negli Stati Uniti dal 18 settembre 1961 al 2 aprile 1962 sulla NBC.
| nº | Titolo originale   | Prima TV USA      | Titolo italiano | Prima TV Italia |
| -- | ------------------ | ----------------- | --------------- | --------------- |
| 1  | The Pony           | 18 settembre 1961 |                 |                 |
| 2  | The Lake           | 25 settembre 1961 |                 |                 |
| 3  | The Bully          | 2 ottobre 1961    |                 |                 |
| 4  | The Fall           | 9 ottobre 1961    |                 |                 |
| 5  | Edwina's Elopement | 16 ottobre 1961   |                 |                 |
| 6  | The Tramp          | 23 ottobre 1961   |                 |                 |
| 7  | The Fortuneteller  | 30 ottobre 1961   |                 |                 |
| 8  | Donald's Tonsils   | 6 novembre 1961   |                 |                 |
| 9  | The Outsider       | 13 novembre 1961  |                 |                 |
| 10 | The Club           | 20 novembre 1961  |                 |                 |
| 11 | The Desperado      | 27 novembre 1961  |                 |                 |
| 12 | The Experiment     | 11 dicembre 1961  |                 |                 |
| 13 | Terry              | 25 dicembre 1961  |                 |                 |
| 14 | The Haunted House  | 1º gennaio 1962   |                 |                 |
| 15 | Stable Mates       | 8 gennaio 1962    |                 |                 |
| 16 | Martha's Beau      | 22 gennaio 1962   |                 |                 |
| 17 | The Scandal        | 29 gennaio 1962   |                 |                 |
| 18 | The Star           | 5 febbraio 1962   |                 |                 |
| 19 | The Test           | 1962              |                 |                 |
| 20 | The Feud           | 19 febbraio 1962  |                 |                 |
| 21 | Jeopardy           | 26 febbraio 1962  |                 |                 |
| 22 | Rogue Horse        | 5 marzo 1962      |                 |                 |
| 23 | Mi's Citizenship   | 12 marzo 1962     |                 |                 |
| 24 | The Rumor          | 19 marzo 1962     |                 |                 |
| 25 | Ede's Bombshell    | 26 marzo 1962     |                 |                 |
| 26 | The Clown          | 2 aprile 1962     |                 |                 |

## The Pony
- Prima televisiva: 18 settembre 1961

### Trama
- Guest star: Tom McBride (dottore), Fred Sherman (vecchio)

## The Lake
- Prima televisiva: 25 settembre 1961

### Trama
- Guest star: Joan Banks (Mrs. Hadley), Tim Graham (Homer)

## The Bully
- Prima televisiva: 2 ottobre 1961

### Trama
- Guest star: Toni Gerry (Miss Miller), Richard Correll (Alvie Jessup), Ricky Kelman (John Hadley), Joan Banks (Mrs. Hadley), Robert 'Rusty' Stevens (amico/a di Alvy)

## The Fall
- Prima televisiva: 9 ottobre 1961

### Trama
- Guest star: John Hart (Doc Loomis)

## Edwina's Elopement
- Prima televisiva: 16 ottobre 1961

### Trama
- Guest star: Carl Crow (Teddy Nelson)

## The Tramp
- Prima televisiva: 23 ottobre 1961

### Trama
- Guest star: Paul Bryar (sceriffo), Denver Pyle (Jed Corrigan)

## The Fortuneteller
- Prima televisiva: 30 ottobre 1961

### Trama
- Guest star: Charles Cooper (Mr. Anderson), Miriam Goldina (Gypsy), Peggy Stewart (Mrs. Anderson)

## Donald's Tonsils
- Prima televisiva: 6 novembre 1961

### Trama
- Guest star: Tom McBride (dottor Fields), Helen Wallace (infermiera), O.Z. Whitehead

## The Outsider
- Prima televisiva: 13 novembre 1961

### Trama
- Guest star: Robert Crawford Jr. (Billy Gage)

## The Club
- Prima televisiva: 20 novembre 1961

### Trama
- Guest star: Larry Adare (Ned Willis), Richard Correll (Alvin), Robert 'Rusty' Stevens

## The Desperado
- Prima televisiva: 27 novembre 1961

### Trama
- Guest star: Robert Carricart (madre del fuggitivo), Jack Elam (Black Barr)

## The Experiment
- Prima televisiva: 11 dicembre 1961

### Trama
- Guest star: John Hart (dottor Loomis, Veterinarian)

## Terry
- Prima televisiva: 25 dicembre 1961

### Trama
- Guest star: Ella Ethridge (Terry), Jennie Lynn (Terry)

## The Haunted House
- Prima televisiva: 1º gennaio 1962

### Trama
- Guest star: Elizabeth Harrower (Ann Roberts), Bill Mullikin (ragazzo delle consegne)

## Stable Mates
- Prima televisiva: 8 gennaio 1962

### Trama
- Guest star: John Hart (Veternarian)

## Martha's Beau
- Prima televisiva: 22 gennaio 1962

### Trama
- Guest star: Paul Birch (Edgar Torrance), Maxine Gates (Samantha Wells), Tim Graham (Homer)

## The Scandal
- Prima televisiva: 29 gennaio 1962

### Trama
- Guest star: Damian O'Flynn (giudice), Susan Seaforth Hayes (Betty Darnell)

## The Star
- Prima televisiva: 5 febbraio 1962

### Trama
- Guest star: Milton Parsons (Billington J.T. Whiting), Darlene Gillespie (Beth Brian), Carl Crow (Teddy Nelson), Beau Bridges (Mercutio)

## The Test
- Prima televisiva: 1962

### Trama
- Guest star: Joan Banks (Mrs. Hadley), Richard Correll (Alvie)

## The Feud
- Prima televisiva: 19 febbraio 1962

### Trama
- Guest star: Robert Carson, Tim Graham (Homer), Richard Hale, Nora Marlowe

## Jeopardy
- Prima televisiva: 26 febbraio 1962

### Trama
- Guest star: Stuart Randall, Brad Trumbull

## Rogue Horse
- Prima televisiva: 5 marzo 1962

### Trama
- Guest star: Steve Darrell, Tim Graham (Homer), Harry Lauter

## Mi's Citizenship
- Prima televisiva: 12 marzo 1962

### Trama
- Guest star: Ross Elliott (Mark Fielding), Toni Gerry (Miss Miller), Addison Richards (Inquiry Officer)

## The Rumor
- Prima televisiva: 19 marzo 1962

### Trama
- Guest star: Roy Barcroft (Sam Watkins), Harold Erickson, Lee Erickson (Stable Boy), Harold Gould

## Ede's Bombshell
- Prima televisiva: 26 marzo 1962

### Trama
- Guest star: Charlie Briggs (Morton), Tim Graham (Homer Ede), Nora Marlowe (Aggie)

## The Clown
- Prima televisiva: 2 aprile 1962

### Trama
- Guest star: Stuart Erwin (Kelly the Clown), Frank Ferguson (Jim Morris), Tyler McVey (Ed lo sceriffo)